# Portraits of Past
Portraits of Past fue una banda de post-hardcore estadounidense de corta duración, oriunda de la bahía de San Francisco. Su género musical ayudó a la creación del término screamo, aunque ellos no usaron dicha etiqueta en su existencia. De acuerdo a Kent McClard, del sitio web del sello Ebullition, su popularidad creció después de su quiebre a fines de 1995.
Tras esto, sus miembros formaron otros proyectos como Nexus Six, Seventeen Queen, The Audience, Funeral Diner, Vue, Bellavista, y Who Calls So Loud.
Portraits of Past tocó algunos shows reunión en 2008. Una nueva canción fue tocada en cuatro espectáculos de California y Nueva York. Sobre esta, el vocalista Rob Pettersen expresó: "No estamos seguros de si se escribirán otras canciones o si las lanzaremos. Sin embargo, no se descarta nada..."
El nuevo material finalmente apareció en el EP Cypress Dust Witch, lanzado el 20 de octubre de 2009 por el sello Excursions Into The Abyss.

## Influencia
Según el guitarrista Rex John Shelverton, la banda se inspiró fuertemente en actos de la costa oeste estadounidense, como Heroin, Unwound y Drive Like Jehu, sumado a bandas de power violence e indie rock.

## Miembros
- Robert Pettersen – voz (1993–1995; 2008–2009)
- Jonah Buffa – guitarra (1993–1995; 2008–2009)
- Rex John Shelverton – guitarra, coros (1993–1995; 2008–2009)
- Daniel Fenton – bajo (1993–1995)
- Jeremy Bringetto – bajo (1995; 2008–2009)
- Matthew Martin Bajda – batería (1995; 2008–2009)
- Aaron Lee Schlieve – batería (1993–1995)

## Discografía
Álbumes de estudio
- Portraits of Past 12" (también llamado 01010101, 1996, Ebullition)

EPs
- Demo casete (1993, auto-lanzado)
- Portraits of Past / Bleed split 7" (1994, Ebullition)
- Cypress Dust Witch CD/12" (2009, Cosmic Note, Excursions Into The Abyss)

Álbumes compilatorios
- Portraits of Past discografía en CD (2008, Ebullition)

Apariciones en compilaciones
| Año  | Canción                       | Álbum                          | Sello           | Formato  |
| ---- | ----------------------------- | ------------------------------ | --------------- | -------- |
| 1995 | "Sticks Together"             | XXX – Some Ideas Are Poisonous | Ebullition      | 12" / CD |
| 1995 | "The Song With The Slow Part" | Stealing The Pocket            | Positively Punk | 12"      |